# Strichelkrankheit
Die Strichelkrankheit ist eine durch den YO-Stamm des nicht persistenten Y-Virus verursachte Blatterkrankung. Das Virus wird in erster Linie durch Blattläuse übertragen. Die Virulenz ist so hoch, dass für eine Übertragung schon ein Probestich ausreichen kann. Bei einer Infektion zeigen sich auf der Blattunterseite tintenspritzerähnliche, dunkelbraune Flecken. Die Bezeichnung Strichelkrankheit stammt von einer strichförmigen Blattveränderung, die sich vor allem bei sekundär infizierten Pflanzen zeigen kann, dazu können so genanntes Rauhmosaik und Kräuselungen kommen. Die Erkrankung spielt vor allem bei Kartoffeln, Tabak, Tomaten und Mais eine Rolle.
Eine nah verwandte Erkrankung ist die Tabakrippenbräune, die durch den YN-Stamm derselben Spezies hervorgerufen wird.